# Тотнеський фунт
Тотнеський фунт (англ. Totnes pound) — додаткова місцева валюта, що створювалась для підтримки місцевої економіки Тотнеса, міста в графстві Девон, Англія. Вона знаходилась в обігу з березня 2007 року по червень 2019, коли її вийняли з обігу через поширення безготівкової економіки.

## Історія
Об'єднання стверджувало, що «локалізація економіки вважається ключовим аспектом перехідного процесу, а системи місцевої валюти надають можливість зміцнити місцеву економіку, одночасно запобігаючи витоку грошей». Схема розроблена Робом Хопкінсом і Нарешем Джанґрандом була частково змодельована на основі BerkShares.
Ініціатива є частиною концепту перехідних міст, піонером якої став Тотнес. Згідно з веб-сайтом Transition Town Totnes, це означало, що Тотнес був «громадою, яка перебуває в процесі уявлення і створення майбутнього, в якому вирішується як проблема зменшення поставок нафти і газу, так і зміни клімату, і створюється така громада, частиною якої ми всі хотіли б бути».
Очікувані вигоди від запровадження Тотнеського фунта були наступними:
- Підвищити стійкість місцевої економіки, підтримуючи обіг грошей у межах громади та будуючи нові відносини
- Змусити людей думати і говорити про те, як вони витрачають свої гроші
- Заохотити більше місцевої торгівлі і, таким чином, зменшити кількість миль, що витрачаються на перевезення товарів
- Заохотити туристів користуватися послугами місцевого бізнесу[2].

30 червня 2019 року тотнеський фунт було закрито через зменшення його використання, що частково спричинено зростанням безготівкового розрахунку.

## Цінність і використання
Тотнеський фунт дорівнював одному фунту стерлінгів і був забезпечений фунтами, що зберігалися на банківському рахунку.
Тотнеський фунт був перевипущений у червні 2014 року з номіналами t£1, t£5, t£10 і t£21. На остаточному дизайні були зображені письменниця Мері Веслі, «батько комп'ютера» Чарльз Беббідж, музикант Бен Говард і громадська активістка та філантроп Дороті Елмхірст.
Станом на липень 2014 року понад 120 підприємств у Тотнесі приймали тотнеський фунт, і було вироблено банкнот на суму більше ніж £12000.

## Опис банкнот
Паперові банкноти друкувалися на пластифікованому папері і мали низку захисних елементів, зокрема: водяні знаки, голограми, гравірована срібна фольга та райдужні чорнила.